# Duthieeae
Duthieeae Röser & Jul.Schneid., 2011 è una tribù di piante angiosperme monocotiledoni appartenente alla famiglia delle Poacee (sottofamiglia Pooideae).

## Etimologia
Il nome della tribù deriva dal suo genere tipo Duthiea Hack. il cui nome è stato dato in onore del botanico John Firminger Duthie (1845–1922), studioso della botanica dell'India. Il nome scientifico è stato definito dai botanici contemporanei Martin Röser e Julia Schneider nella pubblicazione "Systematics and Biodiversity" (Syst. Biodivers. 9(1): 41. 2011) del 2011.

## Descrizione

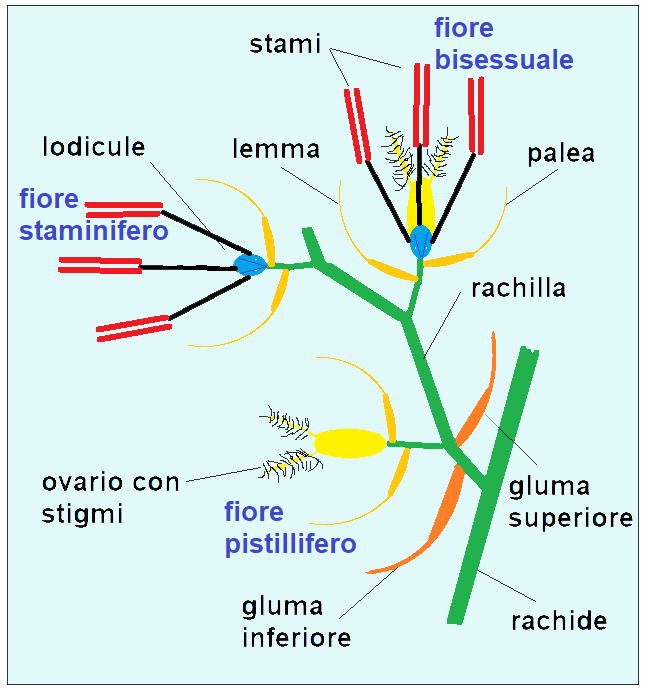
Spighetta generica con tre fiori diversi

### Portamento
Il portamento delle specie di questa tribù è perenne con culmi eretti lunghi fino a 80 cm. Sono presenti dei corti rizomi. I culmi sono cavi a sezione più o meno rotonda. In queste piante non sono presenti i micropeli.

### Foglie
Le foglie lungo il culmo sono disposte in modo alterno, sono distiche e si originano dai vari nodi. Sono composte da una guaina, una ligula e una lamina. Le venature sono parallelinervie. Non sono presenti i pseudopiccioli e, nell'epidermide delle foglia, le papille.
- Guaina: la guaina abbraccia il fusto ed è priva di auricole.
- Ligula: la consistenza è membranosa e a volte è cigliata.
- Lamina: la lamina generalmente è lineare e arrotolata; rigida e appuntita. In Pseudodanthonia le lamine sono coriacee.

### Infiorescenza
Infiorescenza principale (sinfiorescenza o semplicemente spiga): le infiorescenze, ascellari e terminali, in genere sono (o non sono) ramificate e sono formate da alcune spighette ed hanno la forma di una semplice pannocchia compatta e allungata. La fillotassi dell'inflorescenza inizialmente è a due livelli, anche se le successive ramificazioni la fa apparire a spirale. Alcuni pedicelli sono sottesi da brattee (probabili vestigia di spighette sterili).
- Infiorescenza secondaria (o spighetta): le spighette, compresse lateralmente o affusolate, sottese da due brattee distiche e strettamente sovrapposte chiamate glume (inferiore e superiore), sono formate da pochi a 9 fiori (un fiore in Anisopogon). Possono essere presenti dei fiori sterili; in questo caso sono in posizione distale rispetto a quelli fertili. Alla base di ogni fiore sono presenti due brattee: la palea (un profillo) e il lemma. La rachilla si estende distalmente oltre il fiore. La disarticolazione avviene con la rottura della rachilla sopra i glumi persistenti.
- Glume: le glume sono lunghe quanto i fiori (o di più); gli apici sono acuti o ottusi; la consistenza è erbacea con margini ialini; sono arrotolate sul dorso; la superficie è percorsa da 5 - 9 venature longitudinali (sono presenti anche venature trasversali).
- Palea:  la palea ha la superficie percorsa da due venature ed è cigliata e carenata; in Anisopogon la palea è completamente nascosta dal lemma.
- Lemma: la forma varia da lanceolata a ovato-ristretta a consistenza membranosa o coriacea; a volte il lemma può essere pubescente; l'apice è bilobato (o bidentato) con le punte attorcigliate.

### Fiori
I fiori fertili sono attinomorfi formati da 3 verticilli: perianzio ridotto, androceo  e gineceo.
- Formula fiorale:[6]

- , P 2, A (1-)3(-6), G (2–3) supero, cariosside.

- Il perianzio è ridotto e formato da una, due o nessuna lodicula, delle squame traslucide, poco visibili (forse relitto di un verticillo di 3 sepali). Le lodicule sono membranose e non vascolarizzate.
- L'androceo è composto da 3 stami (2 in Metcalfia; anche uno in Stephanachne) ognuno con un breve filamento libero, una antera sagittata e due teche. Le antere, glabre o poco pelose, sono basifisse con deiscenza laterale. Il polline è monoporato.
- Il gineceo è composto da 3-(2) carpelli connati formanti un ovario supero. L'ovario, glabro o pubescente all'apice, ha un solo loculo con un solo ovulo subapicale (o quasi basale). L'ovulo è anfitropo e semianatropo e tenuinucellato o crassinucellato. Lo stilo, breve, è unico con due (o tre) stigmi papillosi e distinti. La base dei rami dello stilo è persistente alla fruttificazione e formano un becco.

### Frutti
I frutti sono del tipo cariosside, ossia sono dei piccoli chicchi indeiscenti, con forme ovoidali, nei quali il pericarpo è formato da una sottile parete che circonda il singolo seme. In particolare il pericarpo è fuso al seme ed è aderente (ma separabile in Anisopogon). L'endocarpo non è indurito e l'ilo è lungo e lineare. L'embrione è piccolo e provvisto di epiblasto ha un solo cotiledone altamente modificato (scutello senza fessura) in posizione laterale. I margini embrionali della foglia non si sovrappongono.

## Biologia
- Impollinazione: in generale le erbe delle Poaceae sono impollinate in modo anemogamo. Gli stigmi più o meno piumosi sono una caratteristica importante per catturare meglio il polline aereo.
- Riproduzione: la fecondazione avviene fondamentalmente tramite l'impollinazione dei fiori (vedi sopra).
- Dispersione: i semi cadendo (dopo aver eventualmente percorso alcuni metri a causa del vento – dispersione anemocora) a terra sono dispersi soprattutto da insetti tipo formiche (disseminazione mirmecoria).

## Distribuzione e habitat
Dall'Europa orientale all'Asia (Cina) con climi per lo più temperati. Una specie (Metcalfia mexicana) è presente in Messico.

## Tassonomia
La famiglia delle Poacee comprende circa 800 generi e oltre 9.000 specie. È una delle famiglie più numerose e più importanti del gruppo delle monocotiledoni. La famiglia è suddivisa in 12 sottofamiglie, la tribù Duthieeae fa parte della sottofamiglia Pooideae.

### Generi
La tribù si compone di 8 generi e 13 specie:
- Anisopogon R.Br. (1 specie)
- Danthoniastrum (Holub) Holub (4 spp.)
- Duthiea Hack. ex Procop. (3 spp.)
- Metcalfia Conert (1 sp.)
- Pappagrostis Roshev. (1 sp.)
- Pseudodanthonia Bor & C.E.Hubb. (1 sp.)
- Sinochasea Keng (1 sp.)
- Stephanachne Keng (1 sp.)

### Filogenesi
La tribù di questa voce (insieme con le tribù Brachyelytreae, Phaenospermateae e Nardeae) rappresenta uno dei primi rami divergenti delle Pooideae. 
In particolare la tribù Phaenospermateae con la tribù Duthieeae forma un "gruppo fratello", e insieme alle tribù citate sopra forma la supertribù Nardodae. Alcuni Autori, in attesa di indagini più approfondite, includono, all'interno della tribù Phaenospermateae anche i seguenti generi: Anisopogon, Danthoniastrum, Duthiea, Metcalfia, Pappagrostis, Pseudodanthonia, Sinochasea e Stephanachne, altrimenti riuniti nella tribù Duthieeae. La separazione delle due tribù è supportata, oltre che dai dati molecolari, della morfologia delle ghiandole molto diverse delle Duthieeae e dalla mancanza di una comune sinapomorfia; anche se le sinapomorfie del gruppo Duthieae s.s. (cioè senza il genere Phaenosperma) non sono particolarmente distintive nel contesto delle Pooideae.
Con questo gruppo, da un punto di vista filogenetico, tutta la rimanente sottofamiglia si presenta con le seguenti sinapomorfie:
- la rachilla si estende distalmente oltre l'ultimo fiore;
- gli apici dei lemmi sono bilobati o bidentati con le punte attorcigliate.

La disarticolazione al di sopra dei glumi è probabilmente plesiomorfica.
Sinapomorfie relative ai singoli generi:
- Duthiea: alcuni pedicelli sono sottesi dalle brattee; la base dei rami dello stilo è persistente alla fruttificazione e formano un becco.
- Anisopogon: il pericarpo è separabile dai semi.
- Metcalfia: gli stami sono 2.
- Sinochasea: l'estensione della rachilla è minima o assente.
- Stephanachne:  il lemma ha un ciuffo di peli lunghi vicino all'apice.

I numeri cromosomici sono 2n = 14 (Duthiea); 2n = 24 (Danthoniastrum).